# William Fergusson
William Fergusson (Prestonpasus, Skócia, 1808. március 20. - London, 1877. február 10.) skót sebész és anatómus.

## Életpályája
Tanulmányait Edinburghben végezte, szorgalmasan dolgozott Robert Knox, John Turner mellett, mely utóbbinak 1826-ban az asszisztense lett. 1831-ben már ő maga adta elő a kórbonctant. 1840-ben mint a King's College sebészeti tanára Londonba ment. 1870-től a Royal College of Surgeons elnöke volt, előadta a boncolástant és sebészetet; emellett udvari sebész is volt. Sokat irt a litotómiáról, litotripsiáról, az aneurismákról stb. és számos sebészeti műszert talált fel.

## Főbb művei
- System of practical surgery (5. kiadás, London, 1870);
- Lectures on the progress of anatomy and surgery (1867).
- Magyarul megjelent: Sebészi bonctani kalauz. Fordította Plihál Ferenc. (Pest 1862)